# Șmidtove, Snihurivka
Șmidtove (în ucraineană Шмідтове) este un sat în comuna Vavîlove din raionul Snihurivka, regiunea Mîkolaiiv, Ucraina.

## Demografie
Componența lingvistică a localității Șmidtove
     Ucraineană (90,77%)
     Rusă (6,92%)
     Română (2,31%)
Conform recensământului din 2001, majoritatea populației localității Șmidtove era vorbitoare de ucraineană (90,77%), existând în minoritate și vorbitori de rusă (6,92%) și română (2,31%).